# Heinz Meynhardt
Heinz Meynhardt (* 21. April 1935 in Burg; † 27. Oktober 1989 ebenda) war ein deutscher Verhaltensforscher, Tierfilmer und Sachbuchautor. Als international beachteter Experte für Wildschweine war er ein bekannter Buch-, Film- und Fernsehautor. Er veröffentlichte zahlreiche Bücher und 32 Filme über das Leben des Schwarzwildes.

## Leben
Meynhardt absolvierte nach dem Besuch der Schule in Burg eine Berufsausbildung zum Elektroinstallateur. 1954 legte er die Prüfung zum Elektromeister ab und machte sich selbständig. Zu Beginn seiner Berufstätigkeit als Handwerker beschäftigte sich Meynhardt in seiner Freizeit mit Tieren; er besaß eine Wellensittichzucht und war Zuchtrichter für diese Vögel. Durch einen Freund, der Jagdleiter war, bekam Meynhardt 1973 Kontakt mit Wildschweinen, denen er fortan seine ganze Aufmerksamkeit widmete.
Ursprünglich wollte er nur die Wildschweine durch „Ablenkfütterungen“ von den Kartoffeläckern fernhalten. Er fütterte die Schweine mit Mais, worauf die Tiere bald schon auf ihn warteten. Über die Fütterung konnte er den Sozialkontakt zu den Wildschweinrotten aufbauen, sich schließlich den Wildtieren nähern und auch mit ihnen ziehen. Ab 1976 hatte Heinz Meynhardt das Vertrauen der Rotte erlangt. Die dabei gewonnenen Eindrücke hielt er mit der Kamera fest. Als erstem Forscher in Europa gelang es ihm, zu den Sauen einen so engen Kontakt herzustellen, dass ihn die Rotte beim Wurf der Frischlinge so weit duldete, dass sie ihn zusehen ließ. Er dokumentierte das Leben des bis dahin wenig erforschten Schwarzwildes nicht nur filmisch von der Geburt bis zum Tod.
Seine Arbeiten wurden auch in das Netzwerk der DDR-Wildforschungsgebiete integriert und es entwickelte sich ein reger Forschungsaustausch. Seit 1975 erhielt Meynhardt Forschungsaufträge vom Institut für Forstwirtschaft in Eberswalde und ab 1980 auch vom Forschungszentrum für Tierproduktion der Akademie der Wissenschaften der DDR mit Sitz in Dummerstorf. Sein erstes Buch, Schwarzwild-Report. Vier Jahre unter Wildschweinen, erschien 1978. Nach langjähriger Tätigkeit als Wildforscher und aktiver Naturschützer wurde Meynhardt im Juli 1987 an der Karl-Marx-Universität in Leipzig zum Doktor der Agrarwissenschaften (Dr. agriculturae) promoviert. Seine Dissertation trägt den Titel Verhaltensbiologische Untersuchungen an Europäischen Wildschweinen sowie verwilderten Hausschweinen und Schlußfolgerungen für die praktische Schweineproduktion.
Die im deutschsprachigen Raum insbesondere in der Jagdpresse und unter Jägern weit verbreitete Vorstellung, dass das älteste fortpflanzungsfähige Weibchen in der Rotte, die sogenannte Leitbache, rangniedrigere, junge Bachen in der Rotte an der Reproduktion hindern und als „Zuwachsbremse“ der Population wirken könnte, geht auf eine Hypothese von Meynhardt zurück. Während es innerhalb einzelner Rotten zu einer Synchronisierung der Paarungszeit kommen kann, ist eine Synchronisierung der Paarungszeit zwischen mehreren Rotten sowie eine Unterdrückung der Reproduktion nach dem Stand der Forschung allerdings weder empirisch belegt noch gilt es angesichts des als r-Strategen charakterisierten Wildschweins als plausibel. Demgegenüber legen Untersuchungen zur Reproduktionsbiologie des Schwarzwildes nahe, dass eine durch die Ernährungssituation bedingte, gute körperliche Verfassung des jeweiligen Tieres maßgeblich für frühe Geschlechtsreife, Teilnahme an der Reproduktion und Populationszuwachs verantwortlich ist.
Meynhardt war seit 1977 Mitglied der LDPD. Im Oktober 1989 starb Meynhardt an einem Hirntumor.

## Ehrungen

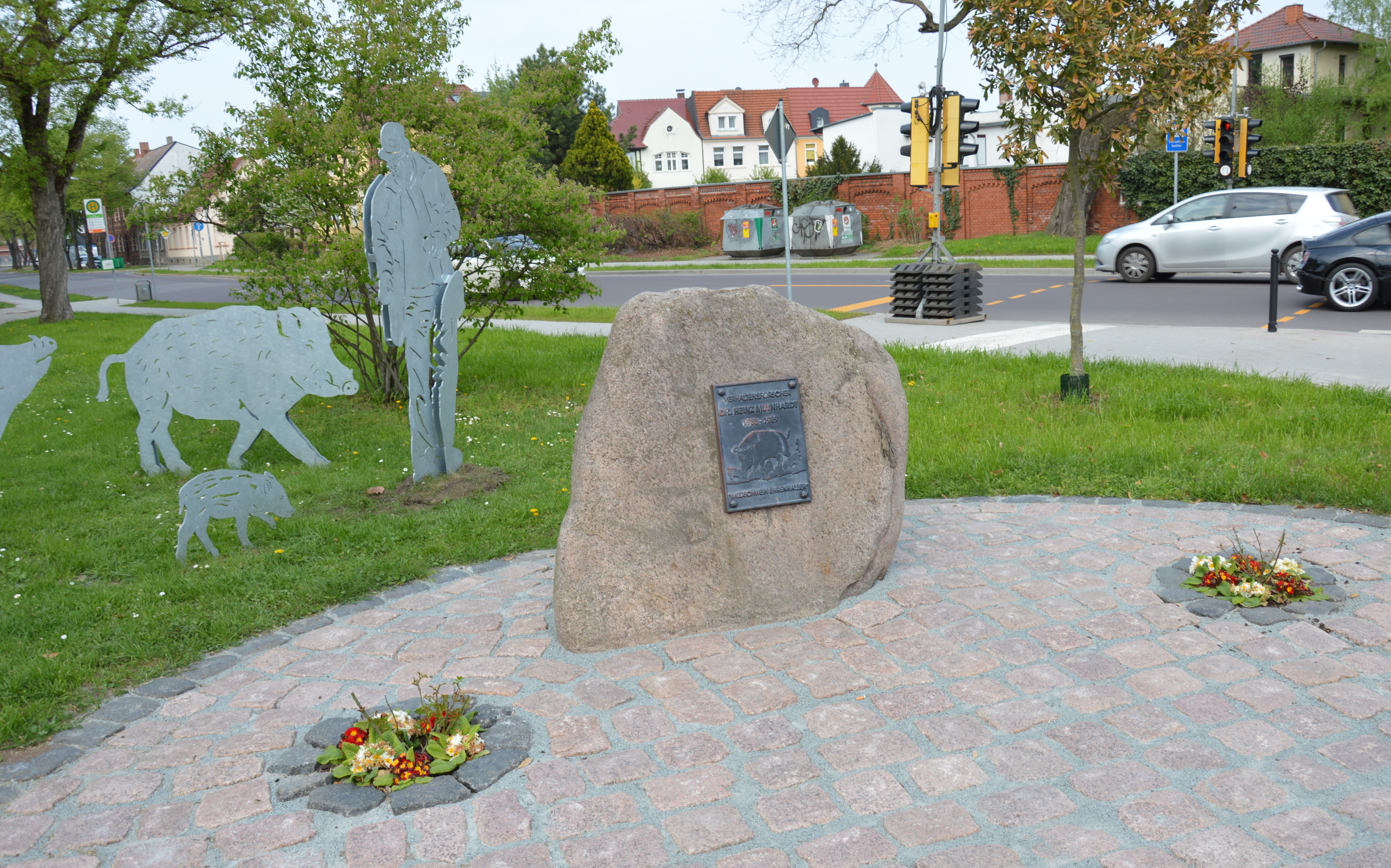
Gedenkstein in Burg

- 1985: Leibniz-Medaille der Akademie der Wissenschaften der DDR
- 1988: Goldener Lorbeer des Fernsehen der DDR, Redaktion Wissenschaft
- 2009: Gedenkstein in Burg anlässlich seines 20. Todestages

In seiner Heimatstadt Burg nannte man ihn auch – durchaus respektvoll gemeint – „Schweine-Meynhardt“ und „Wildschwein ehrenhalber“.

## Werk

### Schriften
- Schwarzwildreport. 4 Jahre unter Wildschweinen. Neumann-Neudamm, Melsungen 1978, ISBN 3-7888-0270-7.
- Schwarzwildreport. Mein Leben unter Wildschweinen. 4. Auflage. Neumann, Leipzig 1982.
- Verhaltensbiologische Untersuchungen an Europäischen Wildschweinen sowie verwilderten Hausschweinen und Schlußfolgerungen für die praktische Schweineproduktion. Karl-Marx-Universität, Leipzig 1987 (Dissertation).
- Wildschwein-Geschichten. Kinderbuchverlag, Berlin 1982.
- Graubart. Ein Tag im Leben eines Wildschweins. Altberliner Verlag, Berlin 1989, ISBN 3-357-00170-5.
- Das Jahr der Wildschweine. Postreiter, Halle 1989, ISBN 3-7421-0264-8.
- Schwarzwild-Bibliothek. Neumann-Neudamm, Melsungen 1988–1991 (4 Bände).

### Filme
- Heinz Meynhardt – Wildschwein ehrenhalber dreiteilig (1977 bis 1978)
- Wildschweingeschichten, zehnteilige Fernsehserie (1981)
- Wilde Schweine im Donaudelta (1981)
- Zwischen Schwarzmeerküste und Donaubogen (1983)
- Heimische Vögel in Wald und Flur (1983)
- Vögel an unseren Seen und Teichen (1983)
- Meynhardt über Meynhardt – und seine Schwarzkittel (1983)
- Im Schwingmoor und Urwalddickicht (1985)
- Mit Heinz Meynhardt in Afrika, achtteiliger Expeditionsfilm (1986)
- Mein Leben unter Wildschweinen (1987)
- Walsrode – ein Park für Vögel (1987)
- Mit Heinz Meynhardt in Australien, zweiteilige Reisereportage (1988)
- Mister Abenteuer und seine Wölfe, Meynhardts letzter Film (1990)